# Giuseppe Maria Sensi
Giuseppe Maria Sensi (ur. 27 maja 1907 w Cosenzy, zm. 26 lipca 2001 w Rzymie) – włoski duchowny katolicki, kardynał, nuncjusz apostolski.

## Życiorys
Studiował filozofię i teologię najpierw w miejscowym seminarium duchownym, a następnie prawo na Papieskim Uniwersytecie Laterańskim w Rzymie. Święcenia kapłańskie otrzymał 21 grudnia 1929 roku. Po dalszych studiach w Papieskiej Akademii Kościelnej w Rzymie, podjął pracę w służbie dyplomatycznej Stolicy Apostolskiej. W 1934 roku został sekretarzem w nuncjaturze apostolskiej w Bukareszcie, następnie podobne funkcje pełnił w Berlinie, Brukseli i Pradze. Po powrocie do Rzymu był odpowiedzialny w Sekretariacie Stanu za sprawy międzynarodowych organizacji katolickich. W 1955 roku został stałym obserwatorem Stolicy Apostolskiej przy UNESCO w Paryżu. Wyniesiony 21 maja 1955 roku do godności arcybiskupa tytularnego Sardi. Został następnie nuncjuszem apostolskim w Kostaryce. Od 1956 roku pełnił funkcję delegata apostolskiego w Ziemi Świętej. W latach 1962–1967 był nuncjuszem w Irlandii, a następnie w Portugalii do 1976 roku. Brał udział we wszystkich sesjach Soboru Watykańskiego II. Na konsystorzu 24 maja 1976 roku wyniesiony do godności kardynalskiej. Był członkiem Kongregacji ds. Kościołów Wschodnich, Kongregacji ds. Ewangelizacji Narodów. W 1987 roku przeszedł na emeryturę.